# Joegoslavië op het Eurovisiesongfestival
Joegoslavië deed tussen 1961 en 1992 mee aan het Eurovisiesongfestival. Het land nam in totaal 27 keer aan de liedjeswedstrijd deel.

## De balans

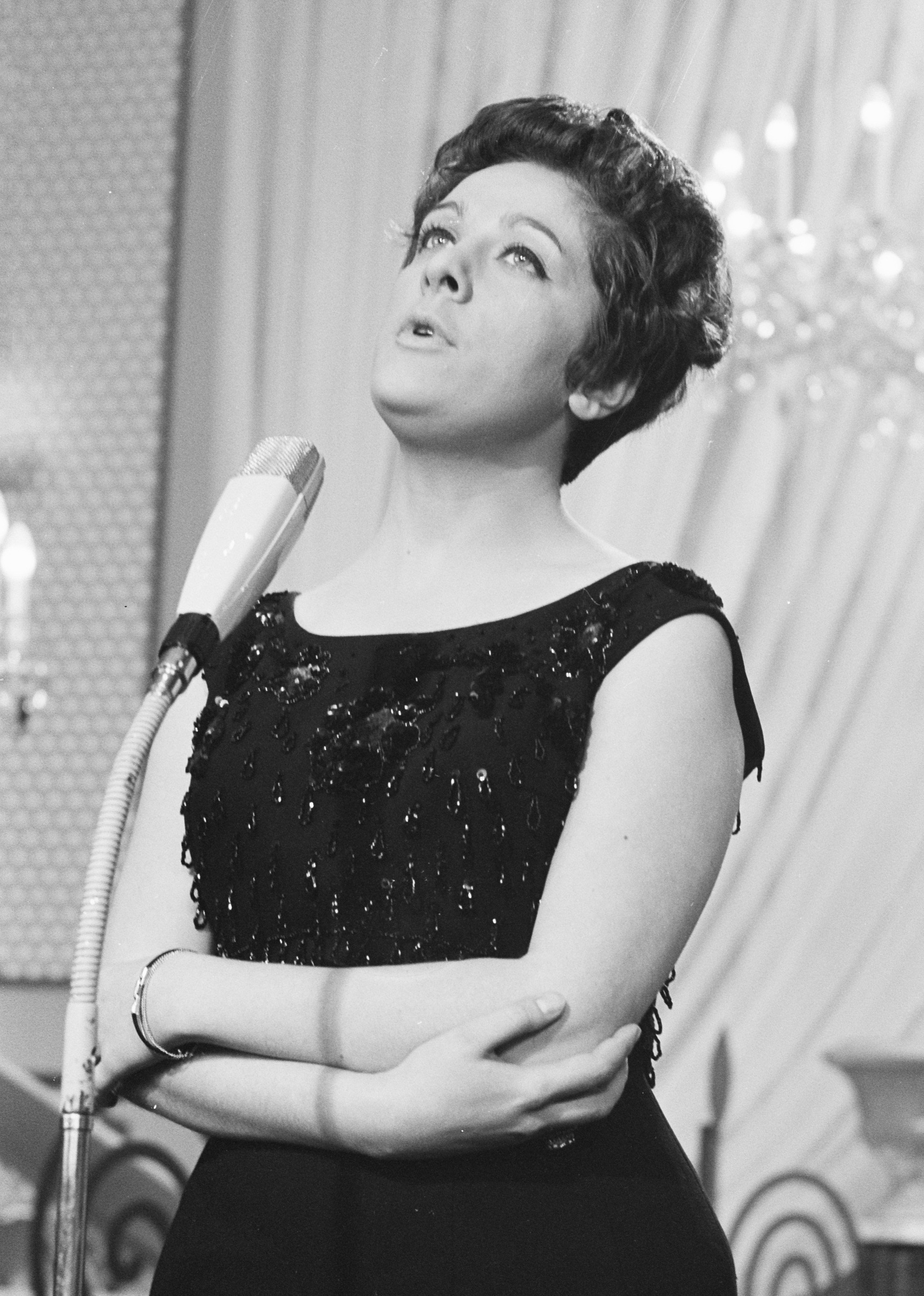
Lola Novaković op het Eurovisiesongfestival 1962.

De Joegoslavische inzendingen behaalden vaak matige resultaten op het Eurovisiesongfestival. In een tijd dat er nog aanzienlijk minder landen aan het songfestival deelnamen, eindigde Joegoslavië vaak onopvallend in de middenmoot. Elf van de 27 inzendingen eindigden in de top 10.
Eenmaal wist Joegoslavië het songfestival te winnen. Dat was in 1989 met het nummer Rock me van de groep Riva.
Eveneens eindigde Joegoslavië één keer op de laatste plaats. Dat gebeurde in 1964 met Sabahudin Kurt. Zijn lied Život je sklopio krug was ook de enige Joegoslavische inzending die geen enkel punt kreeg.

## Het songfestival op Joegoslavische bodem
Het Eurovisiesongfestival vond eenmaal plaats in Joegoslavië. Dat was in 1990, toen het land de organisatie op zich nam als gevolg van de Joegoslavische overwinning van een jaar eerder. Er ontstond enige discussie over de vraag waar het songfestival moest plaatsvinden. De federale hoofdstad Belgrado lag voor de hand, maar men pleitte ook voor de Kroatische hoofdstad Zagreb aangezien Riva, de groep die voor de overwinning en dus indirect voor de toewijzing had gezorgd, een inzending was geweest van de Kroatische omroep. Uiteindelijk werd Zagreb uitverkoren het songfestival te ontvangen. De show vond plaats in de Vatroslav Lisinski Hall en de presentatie lag in handen van Helga Vlahović Brnobić en Oliver Mlakar.
Het festival ging gepaard met enige misverstanden. Zo trokken de twee presentatoren (respectievelijk 45 en 54 jaar oud) zich in de week voor het songfestival terug na beledigingen in de media over hun leeftijd. Zij werden in allerijl vervangen door het veel jongere duo Rene Medvešek en Dubravka Marković, maar kwamen na het bijleggen van de ruzie toch terug. Vervolgens verliep de show zelf ook niet geheel vlekkeloos. Het eerste optreden, dat van Spanje, ging de mist in doordat het volume van de geluidsband niet was opengedraaid. Na een paar minuten was de technische blunder verholpen en konden de Spanjaarden alsnog aantreden. Ten slotte ontstond ook bij de puntentelling enige verwarring, toen de Italiaanse jury inbelde en zich voorstelde als de Spaanse jury. De presentator stelde in het Frans en Italiaans vragen over de nationaliteit van de jury, en pas toen EBU-vertegenwoordiger Frank Naef ingreep kon de puntentelling, die inderdaad van Italië was, opnieuw beginnen.

## Nationale selectie
De Joegoslavische inzending werd jaarlijks geselecteerd via de nationale voorronde Jugovizija. Hierin namen de omroepen van de verschillende deelrepublieken het tegen elkaar op. Kroatië, Servië en Slovenië waren in 1961 de eersten die aan de preselectie deelnamen, in 1964 volgde Macedonië en in 1969 Bosnië en Herzegovina. Vanaf 1971 deed ook Montenegro mee, en vanaf 1975 ook de autonome provincies Kosovo en Vojvodina.
Kroatië was het meest succesvol bij Jugovizija; het won de nationale selectie elf keer. Slovenië won zes keer, Servië en Bosnië wonnen ieder viermaal en Montenegro zegevierde twee keer. Macedonië is de enige deelrepubliek die nooit won en heeft Joegoslavië op het songfestival dus ook nooit vertegenwoordigd.

## Taal
In de periode dat Joegoslavië aan het songfestival deelnam, bestond er vrijwel altijd een verplichting om in de eigen taal te zingen. Tussen 1973 en 1976 bestond er wel een vrije taalregel, maar Joegoslavië maakte hier geen gebruik van. Alle Joegoslavische inzendingen werden vertolkt in een van de officiële talen van het land.
Vier van de 27 inzendingen werden vertolkt in het Sloveens, de rest in het Servo-Kroatisch, dat is onderverdeeld in het Kroatisch (11 inzendingen), het Servisch (6 inzendingen), het Bosnisch (4 inzendingen) en het Montenegrijns (2 inzendingen). Het Macedonisch is in de Joegoslavische inzendingen nooit aan bod gekomen.

## Geschiedenis

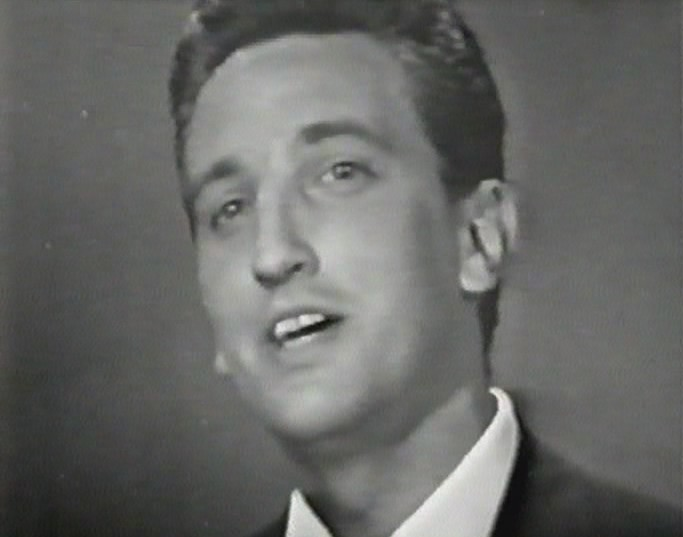
Vice Vukov op het Eurovisiesongfestival 1965.

### Jaren 60 en 70
Joegoslavië was in 1961 het eerste niet-westerse land dat zijn debuut maakte op het Eurovisiesongfestival. De eerste deelname werd verzorgd door Ljiljana Petrović, die op het songfestival in Cannes op de achtste plaats eindigde met Neke davne zvezde.
Een jaar later, in 1962, behaalde Lola Novaković de vierde plaats, een positie die lange tijd in de boeken zou staan als het meest succesvolle Joegoslavische resultaat.
In 1963 en 1965 werd Joegoslavië tweemaal vertegenwoordigd door Vice Vukov, die de plank met een elfde en een twaalfde plaats echter beide keren missloeg. Tussen zijn deelnames in faalde Sabahudin Kurt eveneens, door puntloos op de laatste plaats te eindigen in 1964.
Tussen 1966 en 1968 kenden de Joegoslaven betere resultaten; het land eindigde driemaal op rij in de top 10. In 1966 behaalde Berta Ambrož een zevende plaats met het lied Brez besed en in 1967 werd Lado Leskovar achtste. In 1968 deed Joegoslavië mee met de Dubrovački Trubaduri. Deze groep bestond uit meerdere leden, maar omdat het songfestivalreglement destijds nog geen groepen toestond, werd hun lied Jedan dan door twee leden ervan gezongen: Luciano Kapurso en Hamo Hajdarhodžić. De rest van de groep zong wel mee op de achtergrond. De inzending eindigde op de zevende plaats en bereikte verschillende Europese hitlijsten waaronder de Nederlandse Top 40.
Na drie onopvallende en weinig succesvolle bijdragen trad Joegoslavië op het songfestival van 1972 in Edinburgh aan met zangeres Tereza Kesovija. Zij had in 1966 al eens meegedaan voor Monaco en was toen roemloos laatste geworden met nul punten. Voor haar vaderland scoorde zij nu een stuk beter: ze behaalde de negende plaats met het nummer Muzika i ti.
Vervolgens brak er weer een teleurstellende periode aan voor de Joegoslaven, waarbij opeenvolgende inzendingen niet in de buurt kwamen van een topklassering. In 1976 eindigde Joegoslavië voor de tweede keer in de geschiedenis op de laatste plaats, hoewel dit een misverstand betrof. Aanvankelijk was het land wel als laatste geëindigd met één punt achterstand op Noorwegen, maar na een controle bleek dat de vier voor Joegoslavië bestemde punten van Frankrijk niet waren meegeteld. De uitslag bleef onveranderd, zodat Joegoslavië laatste bleef, maar tegenwoordig wordt over het algemeen de juiste eindrangschikking gehanteerd, met Noorwegen op de laatste plaats.
De magere resultaten waren voor omroep JRT aanleiding om zich vanaf 1977 van het Eurovisiesongfestival terug te trekken.

### Jaren 80 en 90

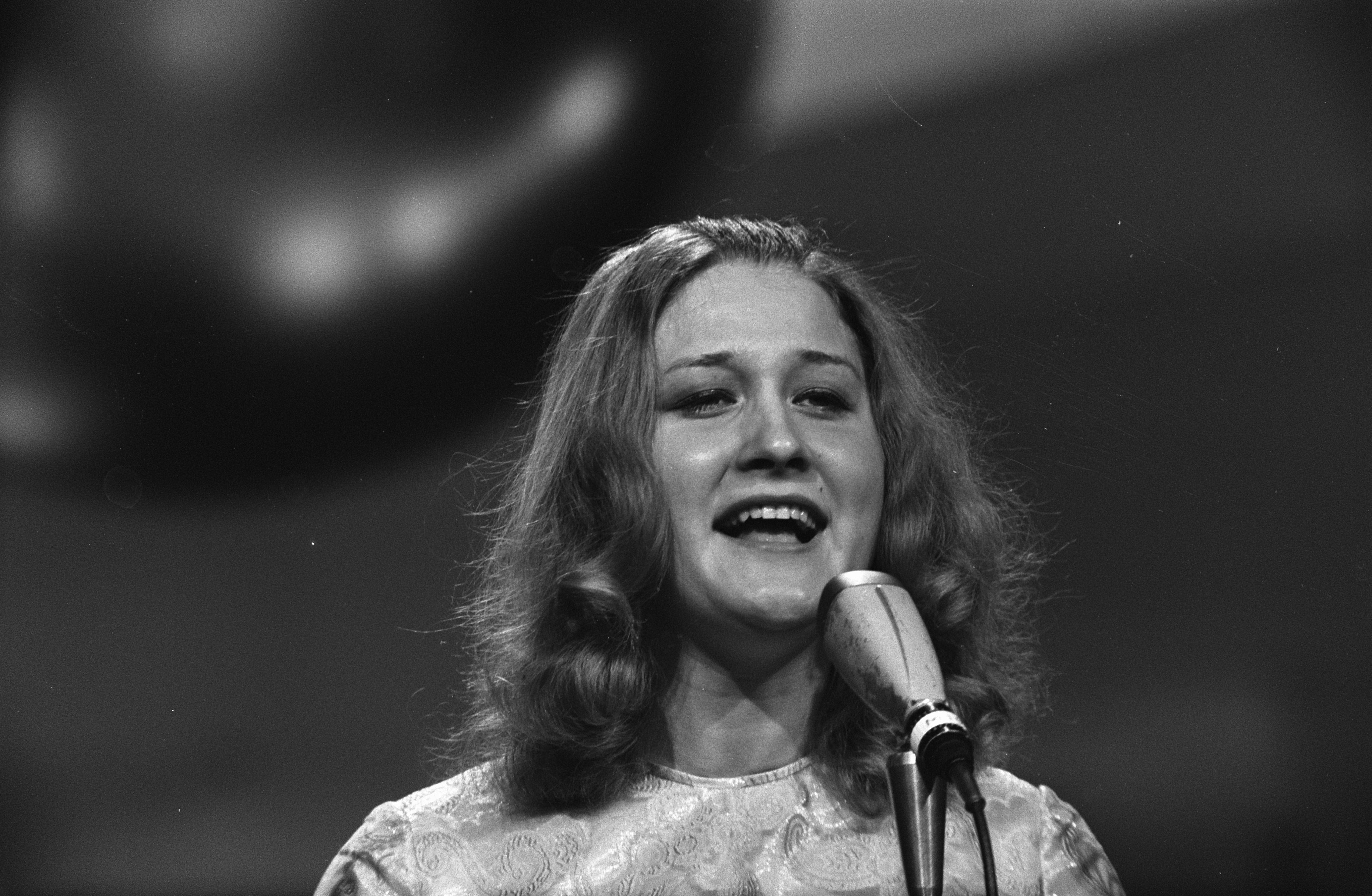
Eva Sršen op het Eurovisiesongfestival 1970.

De JRT kreeg eind jaren zeventig veel kritiek op de Joegoslavische afwezigheid op het songfestival. Televisiekijkers stuurden verontwaardigde brieven en na een peiling bleek dat 97 procent van de respondenten een terugkeer te willen naar het liedjesfestijn. Het Kroatische tijdschrift Studio zette een campagne op om de JRT ertoe te bewegen weer mee te doen, en stelde zelfs voor het inschrijvingsgeld voor zijn rekening te nemen. Men benadrukte dat het songfestival de mogelijkheid bood om Joegoslavië internationaal te promoten en de eigen muziekindustrie te bevorderen.
In 1981 keerde Joegoslavië na vier jaar afwezigheid weer terug op het songfestival in Dublin. Zanger Seid Memić-Vajta zorgde met een vijftiende plaats echter niet voor een geslaagde comeback. Ook meidengroep Aska scoorde een jaar later matig met een veertiende plek.
Veel succes had Joegoslavië pas weer in 1983, toen zanger Daniel Popović met zijn lied Džuli op de vierde plaats eindigde. Hiermee werd het beste Joegoslavische resultaat tot dan toe (de vierde plaats van 1962) geëvenaard. Popović ontving 125 punten en het lied werd in de Engelstalige versie Julie een grote Europese hit.
Nadat het duo Vlado en Izolda in 1984 achttiende waren geworden in Luxemburg, trok Joegoslavië zich in 1985 opnieuw terug van het Eurovisiesongfestival. Dit gebeurde vanwege het samenvallen van het songfestival met de herdenking van het overlijden van Tito, vijf jaar eerder. Het land keerde in 1986 direct weer terug, waarbij zangeres Doris Dragović op de elfde plaats belandde.
Vanaf 1987 beleefde Joegoslavië op het songfestival vervolgens een gouden periode. De Novi Fosili werden vierde in 1987 met Ja sam za ples en in 1988 zorgde de popgroep Srebrna Krila voor een zesde plaats met het lied Mangup. Het was de Joegoslaven daarmee echter nog steeds niet gelukt om het songfestival te winnen, maar daar kwam in 1989 verandering in. Dat jaar werd de Kroatische band Riva afgevaardigd naar het Zwitserse Lausanne met het vrolijke uptempo-lied Rock me. Deze inzending, dat afgezien van de Engelse titel in het Servo-Kroatisch werd gezongen, werd voorafgaand aan het songfestival weinig kansrijk geacht en stond nergens hoog in de peilingen. De verrassing was dan ook groot toen de groep onverwacht veel punten kreeg en aan het eind van de puntentelling bovenaan stond. Riva kreeg in totaal 137 punten, zeven meer dan de gedoodverfde favoriet Live Report uit het Verenigd Koninkrijk. Het was de eerste en enige Joegoslavische songfestivalzege.
Na de overwinning mocht Joegoslavië het songfestival van 1990 organiseren, en dat werd gedaan in Zagreb. Zangeres Tajči mocht daar het gastland vertegenwoordigen en behaalde met Hajde da ludujemo een zevende plaats. Hiermee eindigde Joegoslavië voor het vierde jaar op rij in de top 10, maar in 1991 kwam aan het succes prompt een einde met de deelname van Bebi Dol. Zij stelde in Rome zwaar teleur met haar lied Brazil, dat slechts 1 punt vergaarde en op de voorlaatste plek terecht kwam.
In 1992 deed Joegoslavië voor de 27ste en laatste keer mee aan het Eurovisiesongfestival. Het land was toen al grotendeels uiteengevallen: Kroatië, Slovenië, Macedonië en Bosnië en Herzegovina hadden inmiddels officieel de onafhankelijkheid uitgeroepen en maakten geen deel meer uit van Joegoslavië. Het waren dan ook feitelijk alleen nog Montenegro en Servië die vertegenwoordigd werden onder de nieuwe naam Federale Republiek Joegoslavië. De laatste inzending werd Ljubim te pesmama van Extra Nena. Er werden hoge punten verwacht maar die bleven uit: met 44 punten strandde het lied op de dertiende plaats.

## Voormalige deelrepublieken op het songfestival
Na het uiteenvallen van Joegoslavië gingen de voormalige deelrepublieken ook op het Eurovisiesongfestival onafhankelijk van elkaar verder. Slovenië, Kroatië en Bosnië en Herzegovina debuteerden in 1993 nadat zij eerst hadden deelgenomen aan de voorselectie Kvalifikacija za Millstreet. Macedonië volgde vijf jaar later. Het overgebleven deel van Joegoslavië, bestaande uit Montenegro en Servië, was van 1993 tot 2004 uitgesloten van deelname vanwege de Joegoslavische oorlogen. In 2004 debuteerde Servië en Montenegro alsnog, maar deze confederatie hield in 2006 op te bestaan. In 2007 verschenen Montenegro en Servië als onafhankelijke landen op het songfestival.
Van de voormalige Joegoslavische landen is Servië tot op heden de enige die het songfestival als onafhankelijk land heeft kunnen winnen. Dit gebeurde meteen bij het debuut in 2007.
Zie ook:
- Slovenië op het Eurovisiesongfestival (sedert 1993)
- Kroatië op het Eurovisiesongfestival (sedert 1993)
- Bosnië en Herzegovina op het Eurovisiesongfestival (sedert 1993)
- Macedonië op het Eurovisiesongfestival (sedert 1998)
- Servië en Montenegro op het Eurovisiesongfestival (2004-2005)
- Servië op het Eurovisiesongfestival (sedert 2007)
- Montenegro op het Eurovisiesongfestival (sedert 2007)

## Joegoslavische deelnames
| Jaar | Artiest                             | Titel                    | Fin. | Ptn. | Taal          |
| ---- | ----------------------------------- | ------------------------ | ---- | ---- | ------------- |
| 1961 | Ljiljana Petrović                   | Neke davne zvezde        | 8    | 9    | Servisch      |
| 1962 | Lola Novaković                      | Ne pali svetlo u sumrak  | 4    | 10   | Servisch      |
| 1963 | Vice Vukov                          | Brodovi                  | 11   | 3    | Kroatisch     |
| 1964 | Sabahudin Kurt                      | Život je sklopio krug    | 13   | 0    | Bosnisch      |
| 1965 | Vice Vukov                          | Čežnja                   | 12   | 2    | Kroatisch     |
| 1966 | Berta Ambrož                        | Brez besed               | 7    | 9    | Sloveens      |
| 1967 | Lado Leskovar                       | Vse rože sveta           | 8    | 7    | Sloveens      |
| 1968 | Luciano Kapurso & Hamo Hajdarhodžić | Jedan dan                | 7    | 8    | Kroatisch     |
| 1969 | Ivan & 3M                           | Pozdrav svijetu          | 13   | 5    | Kroatisch     |
| 1970 | Eva Sršen                           | Pridi, dala ti bom cvet  | 11   | 4    | Sloveens      |
| 1971 | Krunoslav Slabinac                  | Tvoj dječak je tužan     | 14   | 68   | Kroatisch     |
| 1972 | Tereza Kesovija                     | Muzika i ti              | 9    | 87   | Kroatisch     |
| 1973 | Zdravko Čolić                       | Gori vatra               | 15   | 65   | Bosnisch      |
| 1974 | Korni                               | Moja generacija          | 12   | 6    | Servisch      |
| 1975 | Pepel in Kri                        | Dan ljubezni             | 13   | 22   | Sloveens      |
| 1976 | Ambasadori                          | Ne mogu skriti svoju bol | 17   | 10   | Bosnisch      |
| 1981 | Seid Memić-Vajta                    | Lejla                    | 15   | 35   | Bosnisch      |
| 1982 | Aska                                | Halo halo                | 14   | 21   | Servisch      |
| 1983 | Danijel Popović                     | Džuli                    | 4    | 125  | Montenegrijns |
| 1984 | Vlado & Izolda                      | Ciao amore               | 18   | 26   | Montenegrijns |
| 1986 | Doris Dragović                      | Željo moja               | 11   | 49   | Kroatisch     |
| 1987 | Novi Fosili                         | Ja sam za ples           | 4    | 92   | Kroatisch     |
| 1988 | Srebrna Krila                       | Mangup                   | 6    | 87   | Kroatisch     |
| 1989 | Riva                                | Rock me                  | 1    | 137  | Kroatisch     |
| 1990 | Tajči                               | Hajde da ludujemo        | 7    | 81   | Kroatisch     |
| 1991 | Bebi Dol                            | Brazil                   | 21   | 1    | Servisch      |
| 1992 | Extra Nena                          | Ljubim te pesmama        | 13   | 44   | Servisch      |

| Kleur | Betekenis      |
| ----- | -------------- |
|       | Eerste plaats  |
|       | Tweede plaats  |
|       | Derde plaats   |
|       | Laatste plaats |
|       | Gastland       |

## Gegeven en gekregen punten
In de periode 1961-1992. Punten gegeven in de halve finales zijn in deze tabellen niet meegerekend.
| Plaats | Land                | Punten |
| ------ | ------------------- | ------ |
| 1      | Verenigd Koninkrijk | 95     |
| 2      | Italië              | 94     |
| 3      | Frankrijk           | 93     |
| 4      | Zwitserland         | 81     |
| 5      | Zweden              | 70     |

| Plaats | Land                | Punten |
| ------ | ------------------- | ------ |
| 1      | Turkije             | 80     |
| 2      | Verenigd Koninkrijk | 69     |
| 3      | Israël              | 68     |
| 4      | België              | 63     |
| 5      | Cyprus              | 59     |

### Twaalf punten gegeven aan Joegoslavië
| Aantal | Land                | Wanneer          |
| ------ | ------------------- | ---------------- |
| 3      | Israël              | 1988, 1989, 1990 |
| 3      | Turkije             | 1987, 1989, 1990 |
| 1      | Cyprus              | 1986             |
| 1      | Duitsland           | 1988             |
| 1      | Ierland             | 1989             |
| 1      | IJsland             | 1988             |
| 1      | Noorwegen           | 1987             |
| 1      | Verenigd Koninkrijk | 1989             |

### Twaalf punten gegeven door Joegoslavië
(Vetgedrukte landen waren ook de winnaar van dat jaar.)
| Jaar | Land                | Jaar | Land          |
| ---- | ------------------- | ---- | ------------- |
| 1975 | Verenigd Koninkrijk | 1985 | geen deelname |
| 1976 | Frankrijk           | 1986 | Turkije       |
| 1977 | geen deelname       | 1987 | Italië        |
| 1978 | geen deelname       | 1988 | Frankrijk     |
| 1979 | geen deelname       | 1989 | Zweden        |
| 1980 | geen deelname       | 1990 | Frankrijk     |
| 1981 | Zwitserland         | 1991 | Israël        |
| 1982 | Duitsland           | 1992 | Israël        |
| 1983 | Luxemburg           | 1993 | Zwitserland   |
| 1984 | Cyprus              |      |               |

1961 · 1962 · 1963 · 1964 · 1965 · 1966 · 1967 · 1968 · 1969 · 1970 · 1971 · 1972 · 1973 · 1974 · 1975 · 1976 · 1977-1980 · 1981 · 1982 · 1983 · 1984 · 1985 · 1986 · 1987 · 1988 · 1989 · 1990 · 1991 · 1992